# Санта Фе (Шпанија)
Санта Фе (шп. Santa Fe) град је у Шпанији у аутономној заједници Андалузија у покрајини Гранада. Према процени из 2016. у граду је живело 15079 становника.

## Становништво
Према процени, у граду је 2016. живело 15079 становника.
| 2001.  | 2010.  | 2016.  |
| ------ | ------ | ------ |
| 12.812 | 15.428 | 15.079 |

## Партнерски градови
- Валпараисо
- Ambato
- Baiona
- Briviesca
- Ocotal
- Palos de la Frontera
- San Miguel de Allende
- Санта Фе
- Санта Фе
- Санта Фе
- Magdalena del Mar
- Vila do Bispo Municipality
- Гванахуато